# Clash dans le rap
Pour les articles homonymes, voir Clash et Beef.
 (juillet 2022).
 (mars 2008).
Si vous disposez d'ouvrages ou d'articles de référence ou si vous connaissez des sites web de qualité traitant du thème abordé ici, merci de compléter l'article en donnant les références utiles à sa vérifiabilité et en les liant à la section « Notes et références ».
Un clash ou beef est une modalité de rap.

## Définition
Il consiste, dans sa version la plus commerciale, à attaquer un ou plusieurs rappeurs dans un de ses titres. Souvent le ou les rappeurs attaqué(s) répond(ent) par un autre morceau. Ainsi dans certains cas on peut assister à des attaques entre différents rappeurs par rimes interposées. Dans certains cas, quand deux grands rappeurs s'attaquent, le public se divise.
Faisant partie intégrante du rap, les clashes excitent l'intérêt du public, ce dernier attendant la réponse de l'un à l'attaque de l'autre. Le rap français a été secoué par un clash entre Booba et Sinik, ce dernier ayant répondu à l'attaque du premier. Ces deux rappeurs faisant partie des meilleures ventes d'albums dans le genre hip-hop en 2006, il a été particulièrement suivi par les amateurs de rap.
La plupart du temps, les clashs se terminent par une réconciliation mais jamais un rappeur ne se dira vaincu. Le clash underground se déroule plutôt en direct, les deux rappeurs s'attaquant en improvisation sur le même morceau. Le public décide alors qui est le gagnant. Historiquement, les premiers clash dans le rap ont vu le jour dans les années 1990, aux États-Unis, principalement dans un context de rivalité géographique entre les rappeurs de la Côte Ouest et ceux de la Côte Est. Les clash pour des raisons de différents et conflits personnels entre deux rappeurs impliqués sont apparus plus tard.

## Par pays

### France
Le rappeur MC Jean Gab'1 est connu pour son titre J't'emmerde dans lequel il attaque plusieurs figures marquantes du rap de l'époque. Certains rappeurs lui ont répondu mais hormis JoeyStarr, Kool Shen et Booba, peu d'artistes l'ont insulté dans leurs titres. Les autres rappeurs ont pour certains apprécié les attaques de MC Jean Gab'1 sur certains rappeurs même si ce dernier les a attaqués. Les rappeurs Rohff, TLF et  MC Jean Gab'1 se clashent à travers différentes mixtapes entre 2004 et 2007 à la suite du couplet contre Kery James dans son titre J't'emmerde. Rohff n'a pas hésité à prendre la défense de Kery James en s'en prenant violemment à MC Jean Gab'1 dans un des titres, Pleure pas. Un clash qui se terminera par une bagarre en pleine rue entre les protagonistes durant l'été 2007. Depuis, plus rien. 
Un clash très connu en France, car ce fut l'un des premiers, est celui qui opposa Jacky Brown (Nèg' Marrons) et Lord Kossity. Ce clash est parti d'un morceau en commun, pour « le fun » qui s'intitule Gladiator. L'affaire a dégénéré ensuite lorsque Lord kossity a sorti un nouveau morceau seul visant expressément Jacky Brown. Ce clash se terminera par une réponse de Jacky Brown dans un morceau solo. Les deux rappeurs, très en froid, estiment que c'est au public de décider du vainqueur, comme le dit Jacky Brown dans une chanson des Nèg' Marrons : « Chacun fait sa vie, chacun de son côté, le public a décidé qui l'a emporté. ». Admiral T a réagi à cette confrontation avec le morceau Stupid Clash en 2004.
En 2005, les rappeurs Kamelancien et La Fouine se clashent à travers plusieurs morceaux avant de faire la paix en 2011 sur un titre commun
Le clash entre Booba et Sinik a débuté en janvier 2007 lorsque Booba cite Sinik dans son titre Le D.U.C. (et dans de nombreuses interviews). Sinik, considérant ceci comme un affront, lui répond peu après par l'intermédiaire de son titre L'Homme à abattre. Booba y répond avec le titre Carton rose en avril : « À l’origine le Duc c’est pas un clash, lui il s’enflamme, il fait tout un morceau, il parle mal et il m’énerve ». Sinik devait lui répondre dans un titre appelé Carton rouge, mais après avoir écouté le morceau de Booba, il estima qu'une réponse serait inutile, car le titre n'était pas un clash à part entière (il contient beaucoup d'« egotrip », et Booba ne s'en prend pas seulement à Sinik). La radio Skyrock dans son émission ayant lieu de 16 à 20 heures a mis en place deux matchs dans lesquels les auditeurs devaient voter pour l'un ou l'autre. Les deux matchs se sont conclus sur un match nul.
Un autre clash a animé le rap dans les années 2000, entre Sinik et Diam's d'un côté et de l'autre le rappeur Kizito.
Dès fin 2012, un clash anime le rap français entre Booba et Rohff, La Fouine, TLF,,. Ce clash a été critiqué car il pourrait être prémédité pour la promotion de leurs albums respectifs prévus dans les bacs début 2013.
Booba a été « clashé » de nombreuses fois en public à cause de son titre Repose en paix sorti en 2002, où il affirme que lui et le label 45 Scientific sont les meilleurs et que personne ne peut rivaliser avec eux. Il a également été souvent « clashé » plus ou moins explicitement, sans que son nom soit prononcé. Parmi ceux qui ont explicitement cité son nom, on peut peut lister Rohff, La Fouine, Ikbal Vockal, Alpha 5.20, NTM et Expression Direkt. 
Les rappeurs Guizmo et Nekfeu sont en « clash » depuis 2014, époque où Guizmo a quitté le collectif L'Entourage. Depuis 2015, un clash entre les rappeurs Sultan et Benash a agité la toile après une violente altercation entre le groupe 40 000 Gang et Sultan.
En 2023 un clash éclate entre les rappeurs 404Billy  et Benjamin Epps.             C'est Benjamin Epps qui démarre les hostilités avec les diss track "Picasso" et "Spider". 404billy y répondra avec sa diss track "La plus grande des illusions" l'accusant notamment d'être un industry plant et une copie du rappeur américain Westside Gunn. Benjamin Epps y répondra avec sa diss track "Reste dans ta merde" prétendant notamment avoir couché sa baby mama. 404billy y répondra avec une dernière diss track "Pinocchio Epembia où il traitera Epps de menteurs manipulateur et tricheur tout en démantant l'histoire avec sa baby mama, et en démontrant que Benjamin Epps est un fils de ministre. À l'issue ce titre 404Billy est déclaré vainqueur du clash par le grand public.

### États-Unis
Les deux anciens membres du groupe NWA, Eazy-E et Dr. Dre, se sont attaqués par rimes interposées. Néanmoins en 1995, peu avant la mort d'Eazy-E, Dr. Dre lui a rendu visite à l'hôpital et ils se sont réconciliés. Un clash entre Nas et Jay-Z eut lieu en 2001. Nas étant attaqué par Jay-Z sur le titre Takeover où ce dernier dit notamment qu'il a couché avec la femme de Nas. Ce dernier répond sur son titre Ether où il dit « Fuck Jay-Z » et l'accusant de voler les paroles de The Notorious B.I.G.. Nas sera déclaré vainqueur par les auditeurs de la radio Hot97. Cependant, Jay-Z répond à Nas sur son titre Supa Ugly où il émet des menaces sur la fille de Nas. Mais cette attaque est considérée comme étant trop violente par une partie du public. Finalement, en 2005, les deux rappeurs se réconcilient lors d'un concert.
En 2005, les deux grandes figures du rap américain que sont The Game et 50 Cent se sont attaquées. La particularité de ce clash est que les deux protagonistes appartiennent au même label, G-Unit Records, et qu'ils ont déjà collaboré dans le passé.
Lors du clash entre 50 Cent et Fat Joe, ce dernier a répondu avec un titre baptisé My Fofo. Le clash le plus connu est celui qui opposa Tupac Shakur à Biggie Smalls, notamment avec les très violents Hit 'Em Up et Fuck East Coast Niggaz de Tupac. Il y a aussi le titre, ou plus précisément le début du clip de 2 of Amerikaz Most Wanted (en duo avec Snoop Dogg), sorti après la tentative d'assassinat sur Tupac de 1994, où celui-ci insulte Biggie Small et son patron P. Diddy. Cette histoire se finira dans un bain de sang puisque Tupac sera assassiné en septembre 1996. Quant à Biggie Small, il sera assassiné en mars 1997.